# カルチュラル・フェミニズム
カルチュラル・フェミニズム（英: Cultural feminism、直訳: 文化女性主義）は、男性と女性の個性には根本的な差があり、その差は特別であり祝福すべきものであるという理論である。社会であまり評価されていないとする女性らしさ、女性的な要素を再評価しようという考え方。
このフェミニズム理論は、男女の間には生物学的な差異があるという考えを支持する。たとえば、「女性は男性より親切で優しい」から、女性が世界を支配すれば戦争がなくなるだろう、とか、女性の方が子供の面倒を見るのに向いている、みたいな考え方をするわけである。カルチュラル・フェミニズムは、女性の固有の特性、習慣、経験などを賛美することにより、異性間の関係や文化一般を改善することを目指している。そして、「女のやり方」の方がよい方法であるとか、現在論じられる文化は男性的すぎるので、女性の観点からバランスをとる必要があると信じていることが多い。
カルチュラル・フェミニズムは、差異派フェミニズムの一形態である。